# Горско климатично училище „Антон Иванов“
Горското климатично училище „Антон Иванов“ е функциониращо до 1954 г. като мъжки климатичен пансион към гимназия „Любен Каравелов“ в град Копривщица.

## История
Във връзка със старо желание на Ненчо Палавеев през 1945 г. фондацията обявява конкурс под наблюдението на специално създаден строителен комитет за построяване на сграда за климатичен пансион. Той трябва да служи като хотел на ученици, дошли да учат в града от други населени места. Дарение от 1910 г. на фондация „Семейство Черньо Груев“ (Йоаким, Георги, Веселин и Александър Груеви) подарява празно място от 1 600 кв. м., на което е вкаран в регулация строителен парцел за построяване на бъдещата сграда. През 1945 г. е обявен конкурс, спечелен от софийския архитект Юрдан Юрданов. Тъй като средствата на Палавеевата фондация са изчерпени през 1948 г. останалите ативи от 750 000 лв. са прехвърлени на държавата, кото чрез МНП и с постановление на МС от 5 май 1948 г. увеличения до 3 400 кв. м се прехвърлят на държавата и се достроява и обзавежда срадата на пансиона на полукласическата копривщенска гимназия. В годините от 1945 до 1949 г. за пансиона са изразходвани 6 230 770 лв., като след три години, през 1952 г. той е превърнат в Климатичен пансион за деца с белодробни проблеми.
След началото на фунционирането на климатичният пансион той носи името на Иван Кривиралчев, а в летните дни е използван като летовище. От 1 януари 1954 г. в него се открива Горско климатично училище „Антон Иванов“. През 1964 г. климатичната гимназия е обединена със Средното училище „Любен Каравелов“. В четирите класни стаи са учели ученици от VIII до XI клас, които са се хранели в училищната столова. След демократичните промени от 1989 г. училището е закрито поради липса на средства. Към 2021 г. биват обсъждани възможностите за настаняване в сградата на пансиона, който след направения основен ремонт да бъде медицински център или зелено училище.

## Други инициативи
Иван Кесяков и Мария Кесякова, в памет на своите родители Рада и хаджи Цанчо Кесякови и на братята си Славчо и Христо Кесякови, завещават на училищно настоятелство в родния им град собствената си къща там. Къщата трябва да бъде обзаведена и използвана като пансион за нуждите на гимназията в града. През лятото от 15 юли до 5 септември в пансиона се урежда лятна колония за деца с цел Копривщица да се нареди сред най-търсените летовища в България. За реализацията на проекта се грижи ръководството на фондацията „Х. Ненчо Палавеев“.

## Галерия
- Медицински преглед в климатичното училище (1959)
- Ученички в климатичното училище (1959)
- Ученици в столовата на климатичното училище (1959)